# Ariolasoft
Ariolasoft — немецкая компания, существовавшая до 1993 года, разработчик и издатель компьютерных игр.
Компания выпустила около десяти игр для ZX Spectrum, Commodore 64 и Amiga. Она была издателем игр от Activision для Atari 2600 в Германии и издателем Electronic Arts и Brøderbund в Европе (до того, как они открыли свои европейские представительства).

## История
Свою историю Ariolasoft начинала как подразделение Ariola Records. У компании Ariolasoft был филиал в Великобритании (Ariolasoft UK, основанная Эшли Грэем).
В 1990 году компания была переименована в United Software, в 1993 году United Software была поглощена германским отделением MicroProse.

## Игры
- Deactivators
- Golf Construction Set
- Challenge of the Gobots
- Richard Petty's Talladega
- Starfox
- They Stole a Million